# Новорыбинка (Северо-Казахстанская область)
Новорыбинка (каз. Новорыбинка) — село в Жамбылском районе Северо-Казахстанской области Казахстана. Входит в состав Кладбинского сельского округа. Код КАТО — 594643600.

## География
Расположено около озера Солёное.

## История
Уроженцем Новорыбинки был дворянин Оренбургской губернии был Николай Иванович Зеленин, жертва сталинских репрессий.
В 1928—1997 годах село Новорыбинка входило в состав Пресновского района . В 1997—2013 годах село являлось административным центром впоследствии упразднённого Новорыбинского сельского округа.

## Население
В 1999 году население села составляло 647 человек (304 мужчины и 343 женщины). По данным переписи 2009 года в селе проживало 502 человека (240 мужчин и 262 женщины). По сведениям на 01.08.2017 в селе проживало 452 человека.